# Ca l'Estanyolet
Ca l'Estanyolet és una masia de Vilablareix (Gironès) inclosa a l'Inventari del Patrimoni Arquitectònic de Catalunya.

## Descripció
És una masia catalana rural situada dins el veïnat de Perelló, a l'antic camí de Girona. Es troba al núm. 103 i és de tipus basilical d'àpoca tardana, tal com ho demostra la llinda de la porta principal, lleugerament corbada. La construcció contigua es troba en estat ruïnós, sent l'únic element a destacar la porta de pedra amb elements típicament medievals. El pendent a dues aigües de la construcció més antiga va influir en la part esquerra, que seguí la seva tipologia, mentre que a la dreta el teulat és pla.